# Puerto Milán
Puerto Milán (ou plus simplement Milán) est une municipalité située dans le département de Caquetá, en Colombie.